# Carl Oscar Boije af Gennäs
Carl Oscar (Oskar) Boije af Gennäs, född 7 juli 1849 i Hasslövs socken i Hallands län, död 24 december 1923 i Hedvig Eleonora församling i Stockholm, var en svensk matematiker och samlare av gitarrnoter.
Han härstammade från den svensk-finska adliga ätten Boije af Gennäs och arbetade som matematiker vid livförsäkringsaktiebolaget Victoria i Stockholm.
Boije af Gennäs var en amatörgitarrist och komponerade även själv, till exempel Marcia funebre till minne av Otto Hammerer. Noterna publicerades i Freie Vereinigung zur Förderung guter Guitaremusik, eingetragener Verein, Sitz in Augsburg, (Free Society for the promotion of good Guitar-music, seat at Augsburg), april, 1905, häfte 8.
Boije af Gennäs lade stor vikt vid insamlandet av gitarrnoter, huvudsakligen från 1800-talet. Samlingen omfattar närmare 1000 verk i tryck och handskrift, bland annat av Dionisio Aguado, Matteo Carcassi, Ferdinando Carulli, Mauro Giuliani, Luigi Rinaldo Legnani och Fernando Sor. Samlingen innehåller även några originalmanuskript av Johann Kaspar Mertz.  
Samlingen, som endast innehåller musik för gitarr, skänktes 1924 till Musik- och teaterbiblioteket (tidigare Statens Musikbibliotek och dessförinnan Kungliga Musikaliska Akademiens Bibliotek) i Stockholm. Samlingen är digitaliserad och finns tillgängliga online via Boijes samling vid Musik- och teaterbiblioteket.  